# Wiktar Karniejenka
Wiktar Mikałajewicz Karniejenka (biał. Віктар Мікалаевіч Карнеенка, ros. Виктор Николаевич Корнеенко, Wiktor Nikołajewicz Korniejenko; ur. 29 lipca 1957 w Michniczach) – radziecki i białoruski polityk i działacz społeczny, działacz ruchu robotniczego i obrońca praw człowieka, założyciel licznych organizacji pozarządowych; w latach 1989–1991 deputowany do Rady Najwyższej ZSRR XII kadencji, w latach 1991–1994 I zastępca przewodniczącego Homelskiej Miejskiej Rady Deputowanych.

## Życiorys
Urodził się 29 lipca 1957 roku we wsi Michnicze, w rejonie krasnopolskim obwodu mohylewskiego Białoruskiej SRR, ZSRR. Ukończył Homelski Instytut Politechniczny, uzyskując wykształcenie inżyniera ekonomisty. W latach 1967–1977 służył w szeregach Armii Radzieckiej. W latach 1978–1989 pracował w Homelskich Zakładach Radiotechnicznych. W 1987 roku rozpoczął działalność społeczno-polityczną, tworząc ruch na rzecz przestrzegania praw socjalnych pracowników tych zakładów. Będąc aktywnym działaczem ruchu robotniczego w 1989 roku został deputowanym na Zjazd Deputowanych Ludowych ZSRR. Wchodził w skład Międzyregionalnej Grupy Deputowanych od dnia jej utworzenia. W latach 1989–1991 był deputowanym do Rady Najwyższej ZSRR XII kadencji. W czasie wyborów lokalnych w Białoruskiej SRR w 1990 roku kierowany przez niego Klub Wyborców wygrał w wyborach do Homelskiej Rady Deputowanych Ludowych, a 58% kandydatów z ramienia klubu otrzymało mandaty. W latach 1991–1994 Wiktar Karniejenka pełnił funkcję I zastępcy przewodniczącego Homelskiej Miejskiej Rady Deputowanych. Podał się do dymisji na znak protestu przeciwko polityce prowadzonej przez prezydenta Białorusi Alaksandra Łukaszenkę.
Wiktar Karniejenka był jednym z założycieli wielu pozarządowych organizacji społecznych w obwodzie homelskim, zajmujących się problemami samorządu lokalnego i obrony praw człowieka. W latach 1994–1996 pracował jako wiceprezes krajowej Fundacji Wspierania Demokratycznych Reform im. Lwa Sapiehy. Od 1996 roku był szefem Homelskiego Obwodowego Zjednoczenia „Inicjatywy Obywatelskie”. Wchodził w skład Rady Politycznej Zjednoczonej Partii Obywatelskiej. Pełnił funkcję koordynatora Zgromadzenia Demokratycznych Organizacji Pozarządowych w obwodzie homelskim.